# الإنارة
الإنارة، مجلة فلسطينية شهرية دينية تاريخية علمية أدبية صدرت أول مرة في أيلول عام 1925، وكان صاحبها الإيقونومس نقولا حنا، كاهن روم عكا، ومديرها المسؤول ميشال نيقولا خوري. كانت هذه المجلة الأرثدوكسية الوحيدة التي صدرت في عهد الانتداب البريطاني على فلسطين، وكانت تُطبع في المطبعة الوطنية بعكا. صدرت المجلة بناءً على كُثرة مطالبات الأكثرية من أبناء الكنيسة الأرثوذكسية في الجليل بتأسيس مجلة خاصة بهم مثل مجلات الكنائس المسيحية التي تأسست في سوريا وفلسطين. كانت المجلة تنشر شهريا، بصورة غير منتظمة، مواضيع دينية لأبناء الطائفة وغير دينية مثل روايات قصيرة مترجمة من اللغة الروسية. في شهر تموز من عام 1929 صدر العدد الأخير لها ومن ثم أغلقت أبوابها.